# Павуколов великий
Павуколов великий (Arachnothera flavigaster) — вид горобцеподібних птахів родини нектаркових (Nectariniidae). Мешкає в Південно-Східній Азії.

## Опис
Довжина птаха становить 22 см, вага 38,4-42 г. Велики павуколов є найбільшим представником родини нектаркових Виду не притаманний статевий диморфізм. Забарвлення оливково-зелене, нижня частина тіла дещо світліша, на щоках жовті плями. Загалом великий пауколов дуже схожий на жовтощокого павуколова, однак у великого павуколова навколо очей знаходяться світлі кільця, що створює окуляроподібний візерунок, в у жовтощокого павуколова є лише вузькі смужки над очима.

## Поширення і екологія
Великі павуколови мешкають на Малайському півострові, на Суматрі та на Калімантані. Вони живуть в рівнинних та гірських вологих тропічних лісах.